# AMD Am29000

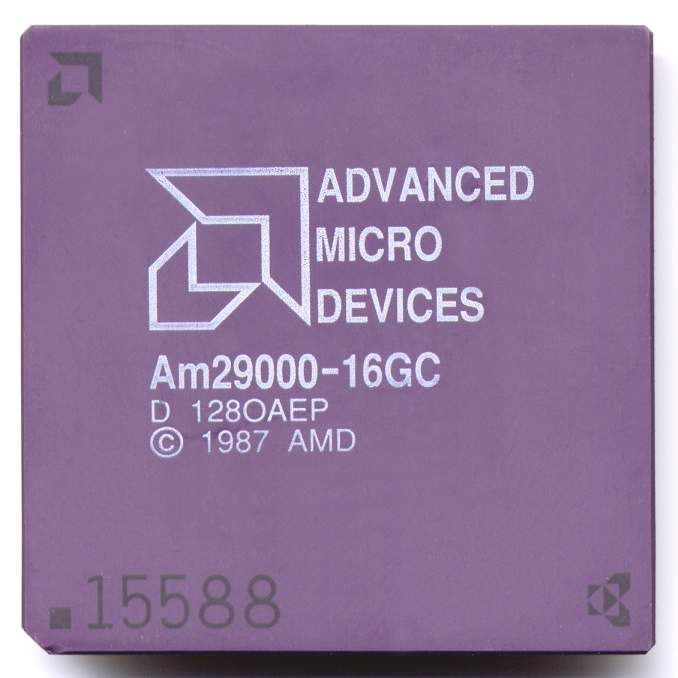
AMD Am29000

Am29000 (někdy též 29k) byla populární rodina 32bitových mikroprocesorů a mikrořadičů založených na architektuře RISC společnosti AMD.
Svého času byly nejoblíbenějšími RISCovými čipy na trhu, široce používané například v laserových tiskárnách mnoha výrobců. Výroba byla zastavena ke konci roku 1995, kdy se společnost více zaměřila na ryze počítačové čipy. Zbytek produkce této série byl konformován embedovanými sériemi derivátů řady 80186. Většina zdrojů AMD byla soustředěna na dosahování vysokého výkonu, desktopové klony typu x86, a s využitím mnoha nápadů a individuálních částí posledních čipů série 29k nakonec vedlo k jejich AMD K5.
Série 29000 se vyvinula z návrhu Berkeley RISC, který taktéž vedl k čipům Sun SPARC a Intel i960. První čip byl vydán v roce 1988, obsahoval jednotku řízení paměti (MMU), ale byl oproštěn o kalkulaci s čísly s plovoucí desetinnou čárkou ve prospěch koprocesoru 29027. Typ 29005 byl odlehčenou verzí. Série byla později vylepšena čipy 29030 a 29035, které obsahovaly 8 a 4 KiB vyrovnávací paměti pro instrukce. Další vylepšení obsahovalo koprocesor v samotné vrstvě obvodu a další 4 KiB vyrovnávací paměti pro data, kterou s sebou přinesl 29040. A konečně, čip 29050 pro obecné použití měl superskalárního návrhu, který dokázal paralelně zpracovávat 4 instrukce za jeden takt a obsahoval mnohem rychlejší matematický koprocesor a jednotku pro předpovídání skoků v programu.
Některé rysy 29050 byly použity jako základ série K5, které byly kompatibilní s x86. Koprocesor byl přenesen beze změny, ale zbytek návrhu jádra byl použit s komplexním mikrokódem pro překlad instrukcí x86 podle potřeb série 29000.